# ميوتى أديبوك
ميوتى أديبوك (بالإنجليزية: Mutiu Adegoke)‏ (10 فبراير 1984 بإبادان في نيجيريا - ) هو لاعب كرة قدم نيجيري في مركز الهجوم. شارك مع منتخب نيجيريا لكرة القدم. أما مع النوادي، فقد لعب مع أسيك أبيدجان وبايلسا يونايتد وشوتينغ ستارز ولوبي ستارز ونادي إنييمبا إنترناشونال ونادي دولفينز ونادي سانت إيلوي لوبوبو ونادي هارتلاند.

## وصلات خارجية
- ميوتى أديبوك على موقع قاعدة بيانات كرة القدم.إي يو (الإنجليزية)
- ميوتى أديبوك على موقع ناشيونال فوتبول تيمز (الإنجليزية)